# Weizhou Dao
Weizhou Dao är en ö i Kina. Den ligger i den autonoma regionen Guangxi, i den södra delen av landet, omkring 210 kilometer sydost om provinshuvudstaden Nanning. Arean är 24,7 kvadratkilometer. Den sträcker sig 7,0 kilometer i nord-sydlig riktning, och 6,0 kilometer i öst-västlig riktning.
Genomsnittlig årsnederbörd är 2 590 millimeter. Den regnigaste månaden är augusti, med i genomsnitt 494 mm nederbörd, och den torraste är februari, med 43 mm nederbörd.